# 泰尔泰尼亚
泰尔泰尼亚（義大利語：Tertenia），是意大利撒丁大区努奥罗省的一个市镇。总面积117.77平方公里，人口3814人，人口密度32.4人/平方公里（2009年）。ISTAT代码为105017。